# Angiari
Angiari là một đô thị ở tỉnh Verona trong vùng Veneto của Ý, có cự ly khoảng 80 km về phía tây nam của of Venice và khoảng 35 km về phía nam của về phía đông của of Verona. Tại thời điểm ngày 31 tháng 12 năm 2004, đô thị này có dân số 1.892 người và diện tích là 13,5 km².
Angiari giáp các đô thị: Bonavigo, Cerea, Legnago, Roverchiara, và San Pietro di Morubio.